# Blender Game Engine
El Blender Game Engine fou el motor de joc de Blender, actualment discontinuat. Fou una suite de producció 3D lliure i de codi obert, servia per a elaborar contingut interactiu en temps real. Fou emprat per a la visualització arquitectònica com per a les simulacions en jocs. Escrit des de zero en C++ com un component independent; l'usuari tenia accés a un potent editor lògic d'alt nivell, basat en esdeveniments que estava format per una sèrie de components especialitzats anomenats logic bricks i incloïa suport per a característiques com el llenguatge Python i so amb OpenAL 3D.
Fou promogut per la Fundació Blender i escrit per Erwin Coumans i Gino van den Bergen. Va aparèixer a la versió 2.0 de l'any 2000 i per darrer cop a la versió 2.79 del 2017. Al llançament de la versió 2.80 es recomanà Godot com a alternativa. La Fundació Blender també va promoure el desenvolupament de jocs amb Blender Game Engine com Yo Frankie! o Sintel The Game.